# Richia delicatessa
Richia delicatessa är en fjärilsart som beskrevs av Dyar 1914. Richia delicatessa ingår i släktet Richia och familjen nattflyn. Inga underarter finns listade.